# Plesioelasmosaurus
Plesioelasmosaurus is een geslacht van de Plesiosauria dat tijdens het late Krijt leefde in het gebied van het huidige Noord-Amerika. De enige benoemde soort is Plesioelasmosaurus walkeri.

## Vondst en naamgeving
In 1931 vond aardoliegeoloog Joe Purzer in Ellsworth County, Kansas, twee mijl ten westen van het stadje Holyrood het skelet van een plesiosauriër. Hij waarschuwde de paleontoloog George Fryer Sternberg. Die groef gedurende tien dagen eind oktober 1931 samen met zijn toenmalige assistent Myrl Vincent Walker het fossiel op, ondanks de stromende regen onder grote publieke belangstelling. De honderden bezoekers hinderden de opgraving ernstig. G.F. Freyer was zijn carrière begonnen als commercieel fossielenjager en dit fossiel verkocht hij in 1935 voor $ 250 aan het University of Nebraska State Museum, te Lincoln, via de directeur Erwin Hinckley Barbour. Het werd toen al onderkend dat het een nog onbekende soort vertegenwoordigde, maar verder onderzoek naar de Holyrood Plesiosaur bleef uit. Het midden van de twintigste eeuw was een periode van geringe belangstelling voor de paleontologie van reptielen.
Begin jaren negentig vond amateurpaleontoloog Carol J. McClure bij La Junta in Colorado in een laag van de Juana Lopez Member losse botten van plesiosauriërs. In 2013 meldde zij dit bij paleontoloog Bruce Schumacher. Ploegen vrijwilligers van de Forrest Service groeven de botten op tot het veldseizoen van 2016. Ze werden geprepareerd door het Denver Museum of Nature and Science. Er bleek een heel skelet aanwezig dat het inventarisnummer DMNH V.90000 kreeg. Het lukte echter niet unieke kenmerken bij dit exemplaar vast te stellen; men moest zich beperken tot de conclusie dat het om een niet determineerbaar lid van de Elasmosauridae betrof. In het kader van dit onderzoek onderzocht men ook de Holyrood Plesiosaur opnieuw. Daarbij kwam men weer tot de gevolgtrekking dat het om een nieuwe soort ging. Intussen kregen zulke fenomenen de volle aandacht van de wetenschap.
In 2022 werd de typesoort Plesioelasmosaurus walkeri benoemd en beschreven door Bruce A. Schumacher en Michael J. Everhart (samen met een beschrijving van DMNH V.90000). De geslachtsnaam is afgeleid van het Grieks plesios, "dichtbij" en Elasmosaurus (zelf weer afgeleid van elasmos, "metalen plaat") als verwijzing naar de basale positie in de Elasmosauridae. De soortaanduiding eert Walker. 

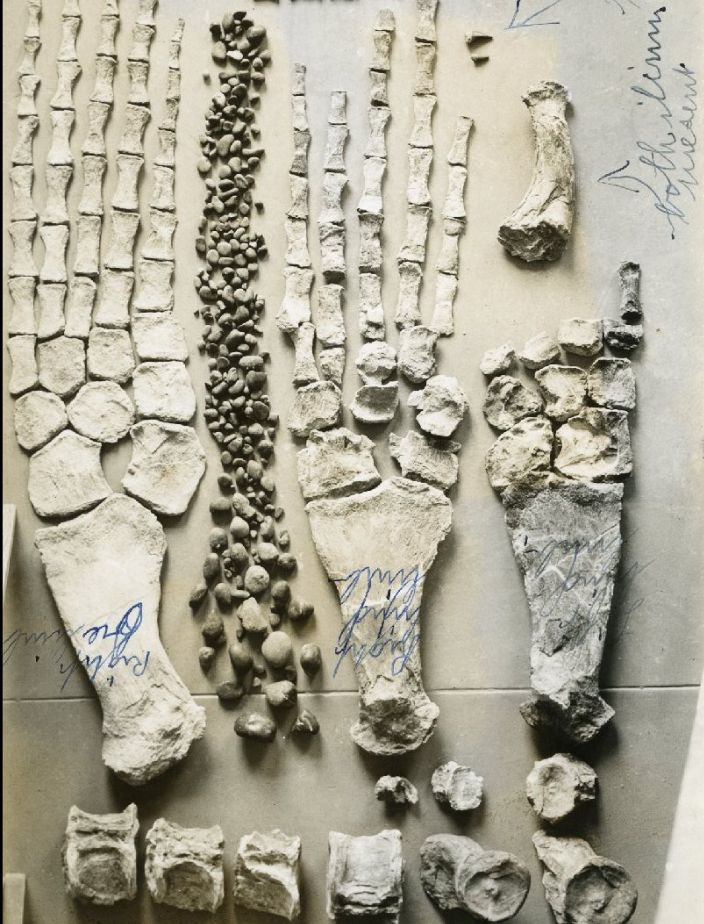
De in eerste instantie geprepareerde vinnen

Everhart, die een gigantische database over plesiosauriërs heeft opgebouwd, was overigens al sinds het begin van de eenentwintigste eeuw met de Holyrood Plesiosaur bezig geweest om er de precieze vindplaats ervan vast te stellen. Hij had in augustus 2005 vijf foto's van Fryer teruggevonden, maar wist geen herkenningspunten in het vlakke landschap van Kansas te bepalen. Een oud krantenbericht bracht hem op het spoor van de nu bejaarde kleinzoon, Harold Ehler, van de oorspronkelijke lease-eigenaar van de grond. Die kon zich oude familieverhalen herinneren en wist nog wat de locatie was, waarvan niets meer van de graafactiviteiten te zien was en die ook geen nieuwe botten opleverde. Wel doken in de archieven vele tientallen foto's op die Fryer van de groeve en de botten gemaakt had voor een soort reclamefolder of prospectus om aan mogelijke belangstellende musea te laten zien. Het bleek dat het Fort Hays College in 1934 twee hele vinnen geprepareerd en opgesteld had; die werden later door Nebraska overgenomen en zijn daar nog te zien.
Het holotype, UNSM 50134 (eerder UNSM 1195), is gevonden in de Lincoln Limestone Member van de Greenhorn Limestone die dateert uit het middelste Cenomanien. Het bestaat uit een skelet zonder schedel. Bewaard zijn gebleven: twee tanden, twaalf halswervels, drie borstwervels, drie ruggenwervels, drie of vier sacrale wervels, delen van vijfenwtwintig staartwervels, talrijke ribben en buikribben, beide darmbeenderen, de voorste rechtervin, beide achtervinnen en ruim tweehonderd gastrolieten. Het is een van de grootste en meest complete plesiosauriérskeletten die uit Kansas bekend zijn.

## Beschrijving
Plesioelasmosaurus is een grote soort. Fryer schatte de lengte op twaalf tot achttien meter. De hoge schatting is gebaseerd op de twee meter lange voorvin. Niet werd onderkend dat die relatief langer was dan bij latere elasmosauriden en de nek juist relatief korter. Desalniettemin is een lengte van tien à twaalf meter aannemelijk, wat het dier tot een van de grootste plesiosauriërs maakt.
Er werd een unieke combinatie van op zich niet unieke kenmerken vastgesteld. De tanden zijn driestralig met dwarsrichels op de voorste buitenhoek die uitlopen van de voorste snijrand af. De middelste halswervels zijn even lang als breed of iets korter dan het gemiddelde van de breedte en hoogte (dus de vertebrate length index ligt beneden de 1; bij afgeleide elasmosauriden, zelfs als het geen aristonectiden zijn, ligt deze index boven de 1,2). De elementen van de ledematen zijn langwerpig, met opperarmbeenderen en dijbeenderen die ongeveer tweemaal langer zijn dan breed, onderarmen en onderbenen die langer zijn dan breed, en kootjes die meer dan tweemaal langer zijn dan breed. De ellepijp en het spaakbeen omsluiten een groot foramen in de onderarm zoals bij de plesiomorfe polycotylide Pahasapasaurus, in tegenstelling tot het kleinere, ronde en meer nauw omsloten foramen bij afgeleide elasmosauriden en afgeleide polycotyliden. De gewrichtsfacetten van de halswervels en ruggenwervels hebben een notochordale zwelling in de vorm van uitstekende bultjes. De halswervels hebben een bijzonder opvallende richel op de middenlijn van de onderzijde tussen de foramina subcentralia die zich uitstrekt tussen de randen van het voorste en het achterste gewrichtsfacet. Bij de halswervels hebben de gewrichtsfacetten geen inkeping in de onderrand.
De tanden zijn matig lang, licht gekromd en vrij recht nabij het spits.

## Fylogenie
Plesioelasmosaurus werd in de Elasmosauridae geplaatst. Aangenomen werd dat hij daarin een vrij basale tak vertegenwoordigde die nog korte nekken en lange vinnen had. DMNH V.90000 zou een tussenpositie in bouw innemen.

## Levenswijze
Volgens Everhart wezen de vele gastrolieten op een levenswijze als kustbewoner die met zijn stijve nek ongewervelden van de benthos uit de modder schepte, waarbij per ongeluk steentjes ingeslikt werden. Die zouden dan niet primair gediend hebben voor de vermaling van voedsel of als ballast.